# Mademoiselle Ambroisine
Mademoiselle Ambroisine, de son vrai nom Françoise-Ambroise Acolet, est une danseuse française née le 24 janvier 1811 à Paris et morte le 1er mars 1882 à Saulieu (Côte-d'Or).

## Biographie
Fille d'Alexandre-Marie Acolet et de Marie-Angélique Monard, Mlle Ambroisine commence sa carrière théâtrale dès l'âge de huit ans, en interprétant les rôles d'enfants au Théâtre de l'Ambigu-Comique de Paris. Elle se perfectionne également à l'école de danse du Théâtre de la Porte-Saint-Martin dès 1821. Elle reste attachée quelques années à l'Ambigu-Comique, spécialisé dans les spectacles d'enfants, puis elle danse comme figurante au Panorama-Dramatique et à la Porte-Saint-Martin.
En 1830, elle est engagée au Théâtre de Lyon comme première danseuse. Elle y fait la connaissance du premier ténor, Claude Sirand, qu'elle épousera plus tard. Le 14 octobre 1832, Mlle Ambroisine, qualifiée de « première danseuse de l'Académie royale de Musique de Paris », débute au Théâtre de la Monnaie dans un divertissement dansé. Elle est engagée comme « première danseuse noble et demi-caractère gracieux » et crée les principaux rôles des ballets que le chorégraphe Victor Bartholomin met en scène à Bruxelles : L'Enchanteresse (1832), La Maison inhabitée (1833), Le Dieu et la Bayadère (opéra d'Auber, 1833), Faust (drame lyrique de Théaulon et Peellaert, 1834) et Xaïla (1834).
Elle fait forte impression dans le rôle d'Héléna, la nonne muette de Robert le Diable, opéra de Meyerbeer créé à la Monnaie le 10 octobre 1833. Dans Le Calife de Bagdad, opéra de Boïeldieu donné le 15 décembre 1833, Mlle Ambroisine se distingue par un pas de deux qu'elle danse avec Lucien Petipa, frère aîné du célèbre chorégraphe Marius Petipa. Quelques jours après la première de Xaïla, la revue L'Aspic dit de Mlle Ambrosiny : « Sa danse de Sylphide, ses poses, son costume vaporeux, transparent, cette écharpe de gaze tranchant sur ses habits, la faisaient ressembler à un papillon aux ailes azurées, se balançant avec caprice, avant de s'élancer de la terre ». Elle est encensée comme l'incarnation du ballet romantique à Bruxelles.
Le 5 mars 1836, elle épouse son compagnon Claude Sirand et, quelques mois plus tard, le couple retourne au Théâtre de Lyon pour y tenir les premiers rôles, sous la direction de Victor Bartholomin puis de Jules Perrot.Ambroisine-Sirand se retire de la scène en 1841. Elle épouse en secondes noces Étienne Bizot, à Paris le 28 avril 1855, et se retire à Saulieu, où elle meurt en 1882.